# У неділеньку та ранесенько…
«У перетику ходила…» — вірш Тараса Шевченка, написаний 1848 року на Косаралі.

## Написання
Зберігся чистовий автограф вірша: у «Малій книжці». Автограф не датовано. Вірш датується за місцем автографа у «Малій книжці» серед творів 1848 року та часом зимівлі Аральської описової експедиції в 1848—1849 роках на Косаралі, орієнтовно: кінець вересня — грудень 1848 року, Косарал.
Найраніший відомий текст — чистовий автограф у «Малій книжці», до якої Шевченко переписав вірш під № 47 у восьмому зшитку за 1848 рік, орієнтовно наприкінці 1849-го чи на початку 1850 року (до арешту 23 квітня), з невідомого первісного автографа. При перенесенні твору він зробив ряд суттєвих виправлень: замінив кілька рядків та окремі слова в рядках, виправив описки в рядках 13, 26. До «Більшої книжки» вірш не переписано.

## Публікація
Вперше вірш надруковано за «Малою книжкою» з неточностями в рядках 22 («Йвана» замість «Івана») та 25 («Ой Боже милий, милосердий» замість «Ой Боже милий! милий, милосердий») у виданні: «Кобзарь Тараса Шевченка / Коштом Д. Е. Кожанчикова» (СПб., 1867, стор. 524) і за цим виданням у книжці: «Поезії Тараса Шевченка» (Львів, 1867, стор. 249—250).

## Сюжет
В основі твору — переживання дівчини, яка виглядає чумака, мотиви смерті чумака в дорозі і його похорону. Як і поезія «Ой не п'ються пива-меди…», вірш походить від чумацьких пісень («Молодий чумаченько воли запрягає… », «Ой злетів пугач на ялиноньку, да як пугу да пугу…», «Сидить чумак між возами, та й на віз похилився…» та ін.). Його перші рядки — варіація одного з поширених мотивів, що зустрічаються на початку деяких народних пісень цієї тематичної групи («У неділю вранці, рано-пораненьку…», «Ой в неділеньку, рано-пораненьку, як стало світати…» тощо).